# Alexandra Meissnitzer
Alexandra Meissnitzer, född 18 juni 1973 i Abtenau, Salzburg, är en österrikisk alpin skidåkare. Har bland annat vunnit VM-Guld  i storslalom och super-G samt totala världscupen säsongen 1998–1999.

### Fotnoter
1. ↑  Lotte Jernberg. ”Totalvinnare världscupen”. Svenska Skidförbundet. Arkiverad från originalet den 26 oktober 2019. https://web.archive.org/web/20191026114201/https://www.skidor.com/foljoss/Historikochstatistik/Varldscupenalpint/Totalvinnare/. Läst 26 oktober 2019.